# Lycopodiella steyermarkii
Lycopodiella steyermarkii là một loài thực vật có mạch trong Họ Thạch tùng. Loài này được B. Øllg. mô tả khoa học đầu tiên năm 1988.